# Austronymphes insularis
Austronymphes insularis là một loài côn trùng trong họ Nymphidae thuộc bộ Neuroptera. Loài này được Esben-Petersen miêu tả năm 1914.